# Ludwig Bischoff
Ludwig Friedrich Christoph Bischoff (* 27. November 1794 in Dessau; † 24. Februar 1867 in Köln) war ein deutscher Pädagoge, Musiker und Musikschriftsteller.

## Leben
Geboren wurde Ludwig Bischoff als Sohn eines Cellisten aus einer traditionsreichen Musikerfamilie. So bekam er seine erste musikalische Erziehung vom Vater.
Ab 1812 studierte Bischoff in Berlin Philologie. 1813 ging er zum Preußischen Kavallerie-Regiment und nahm an der Völkerschlacht bei Leipzig teil. Im Jahr darauf nahm er seine Studien in Berlin wieder auf und beendete sie 1817.
Im Frühjahr 1818 erhielt er eine Berufung als Professor an die Kantonsschule Aarau in der Schweiz, wechselte aber schon 1819 an eine Erziehungsanstalt in Hofwyl bei Bern. 1821 wurde er zum Professor am Friedrichswerderschen Gymnasium in Berlin ernannt. 1823 wurde er schließlich Direktor am Gymnasium in Wesel, wo Konrad Duden bei ihm sein Abitur ablegte.
Bischoff nahm in Wesel rege am Musikleben teil und gründete einen Gesang- und Orchesterverein.
Wegen seiner liberalen Gesinnung und seines Verhaltens während der 1848er Revolution musste er seinen Abschied nehmen und zog 1849 nach Bonn. Dort gründete er die in Köln erscheinende Rheinische Musik-Zeitung (1850–1859, später Niederrheinische Musik-Zeitung), deren erklärtes Ziel es war, die Traditionen der klassischen Kunst gegen die Zumutungen der Zeitgenossen zu verteidigen. 1850 gründete er gemeinsam mit anderen die Musikgesellschaft »Beethoven Verein«. Bereits kurze Zeit später gab dieser Verein, bestehend aus Fachmusikern und Dilettanten, Abonnementskonzerte. Die letzten Jahre verbrachte Bischoff in Köln, wo er 1867 einem Schlaganfall erlag.
Bischoff war einer der Hauptkämpfer gegen die „neudeutsche“ Wagner-Richtung und wurde von Wagner (in seiner Schrift Das Judenthum in der Musik) zu Unrecht bezichtigt, den Begriff „Zukunftsmusik“ geprägt zu haben.

## Schriften
- Marcus' Tullius' Cicero's zweite Anklage des Caius Verres : Kapitel 1-9 als Probe einer Übersetzung der Ciceronischen Reden mit kritischen und erklärenden Anmerkungen. 1828 Digitalisat
- Grundlinien einer systematischen Behandlung des deutschen Sprachunterrichts auf Gymnasien. 1833 Digitalisat
- Observationes in Tacitis Annalium libr. primum : adiecto specimine novae Taciti versionis Germanicae. 1845 Digitalisat
- Aphorismen über Gedächtnissübungen und Gedächtnisskunst in ihrer Anwendung auf Schulen. 1847 Digitalisat